# Catathyridium jenynsii
Catathyridium jenynsii är en fiskart som först beskrevs av Günther 1862.  Catathyridium jenynsii ingår i släktet Catathyridium och familjen Achiridae. Inga underarter finns listade i Catalogue of Life.